# Col de Plainpalais
Le col de Plainpalais est un col de France situé dans le massif des Bauges, dans les Préalpes.

## Géographie
Le col de Plainpalais est situé dans l'ouest du massif des Bauges, entre la montagne de Lachat au nord-ouest et le mont Margériaz au sud-est. Situé à 1 173 mètres d'altitude, il permet de relier la vallée de la Leysse, dont la source se trouve sur l'adret du col, en direction du sud-ouest et le ruisseau de Saint-François, affluent du Chéran, vers le nord-est.
Large col aux formes évasées et facilement accessible, il est traversé par la route départementale 912. Vers le sud-ouest, juste en contrebas, entre le col et le hameau de Plainpalais de la commune des Déserts, la route départementale 913 permet d'accéder aux stations de sports d'hiver de la Féclaz et du mont Revard. Le col est desservi en période hivernale par une ligne du réseau Synchro Bus reliant la gare routière de Chambéry à la Féclaz. Le sentier de grande randonnée de pays Massif des Bauges passe au col.

## Cyclisme
Le col de Plainpalais a été franchi au total à 6 reprises par le Tour de France. Il a été classé en 3e catégorie puis en 2e catégorie à partir de 1978. Voici les coureurs qui ont franchi les premiers le col :
- 1954 : Jean Dotto  France
- 1970 : Primo Mori  Italie
- 1978 : René Bittinger  France
- 1985 : Luis Herrera  Colombie
- 1991 : non décerné
- 1998 : neutralisé

Cette ascension a également été effectuée lors du début de la 8e étape du critérium du Dauphiné 2022, depuis Saint-Alban-Leysse, et fut classée en 1re catégorie.
Le col est au programme de la 8e étape du Tour de France Femmes 2025, entre Chambéry et le col de la Madeleine. Il est alors classé en 1re catégorie. La Suissesse Élise Chabbey, membre du groupe d'échappées et porteuse du maillot de meilleure grimpeuse, le franchit en tête.